# فرنداون
latitudeفرنداونlongitudeفرنداون
فرنداون (به انگلیسی: Ferndown) یک شهرک در بریتانیا است که در انگلستان واقع شده‌است.

## خصوصیات
فرنداون ۲۶٬۵۵۹ نفر جمعیت دارد.

## خواهرخوانده
شهر Segré خواهرخواندهٔ فرنداون هست.